# Harry Haraldsen
Harry Haraldsen (19 de novembro de 1911 — 28 de maio de 1966) foi um ciclista e patinador de velocidade norueguês.
No ciclismo de pista em Berlim 1936, competiu representando a Noruega na prova de 1 km contrarrelógio por equipes, terminando na 14ª posição.